# Свьонтники-Гурне

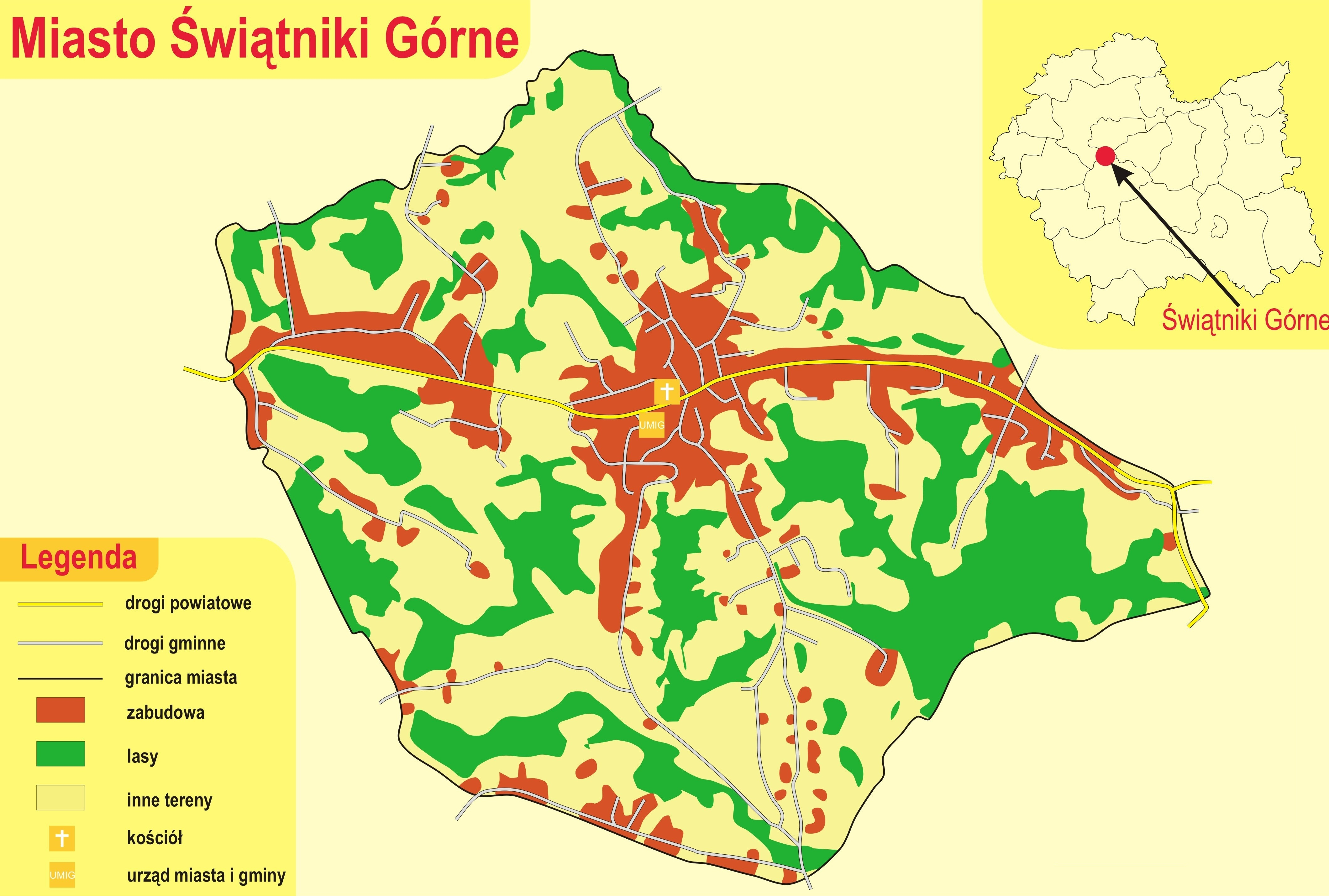
План Свьонтники-Гурне

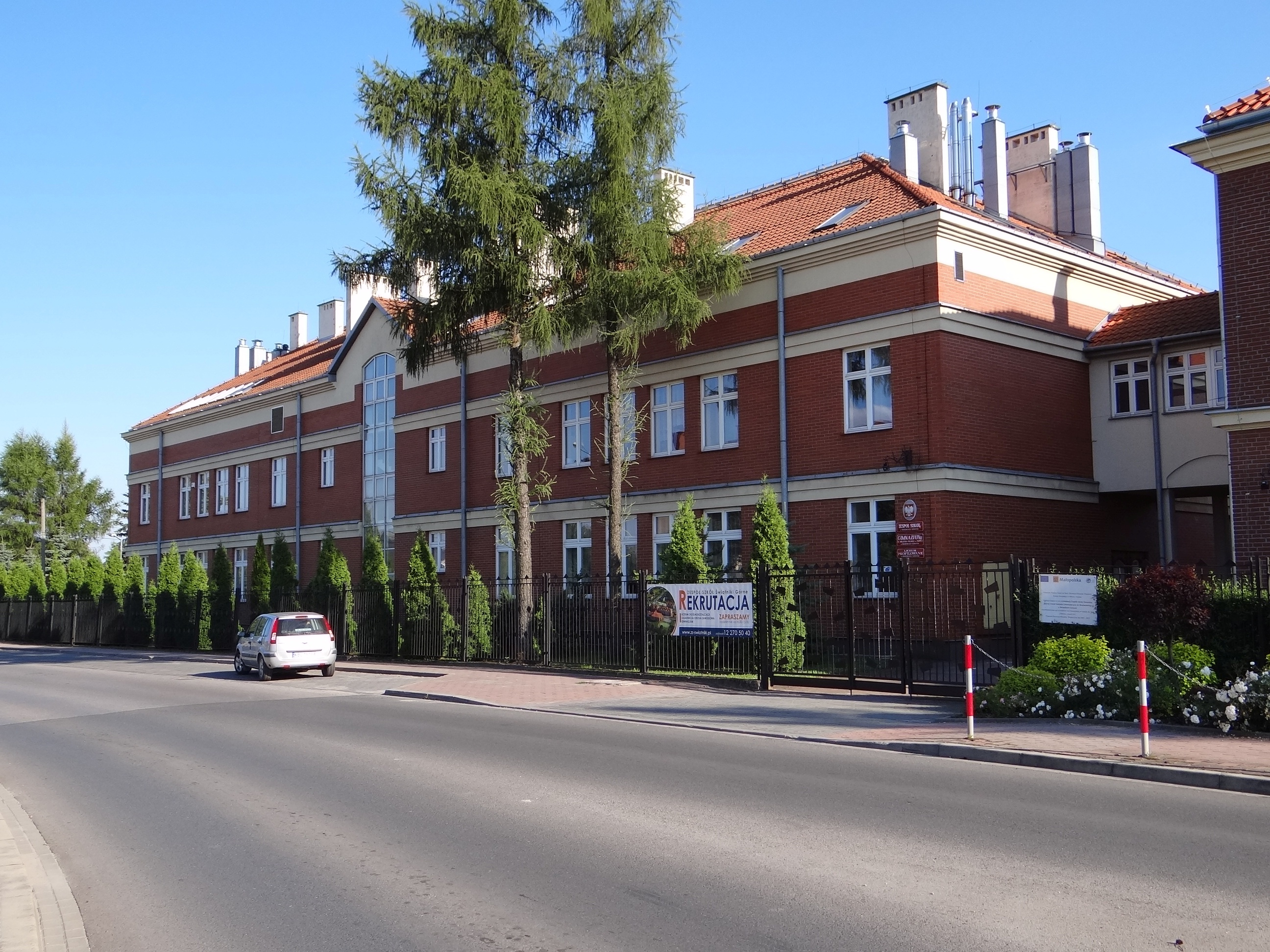
Головна вулиця Свьонтники-Гурне

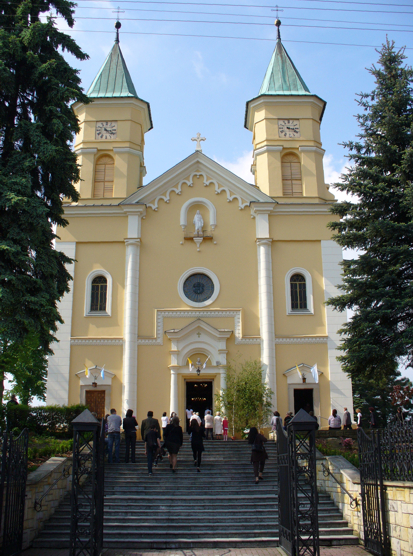
Костьол парафіальний св.Станіслава

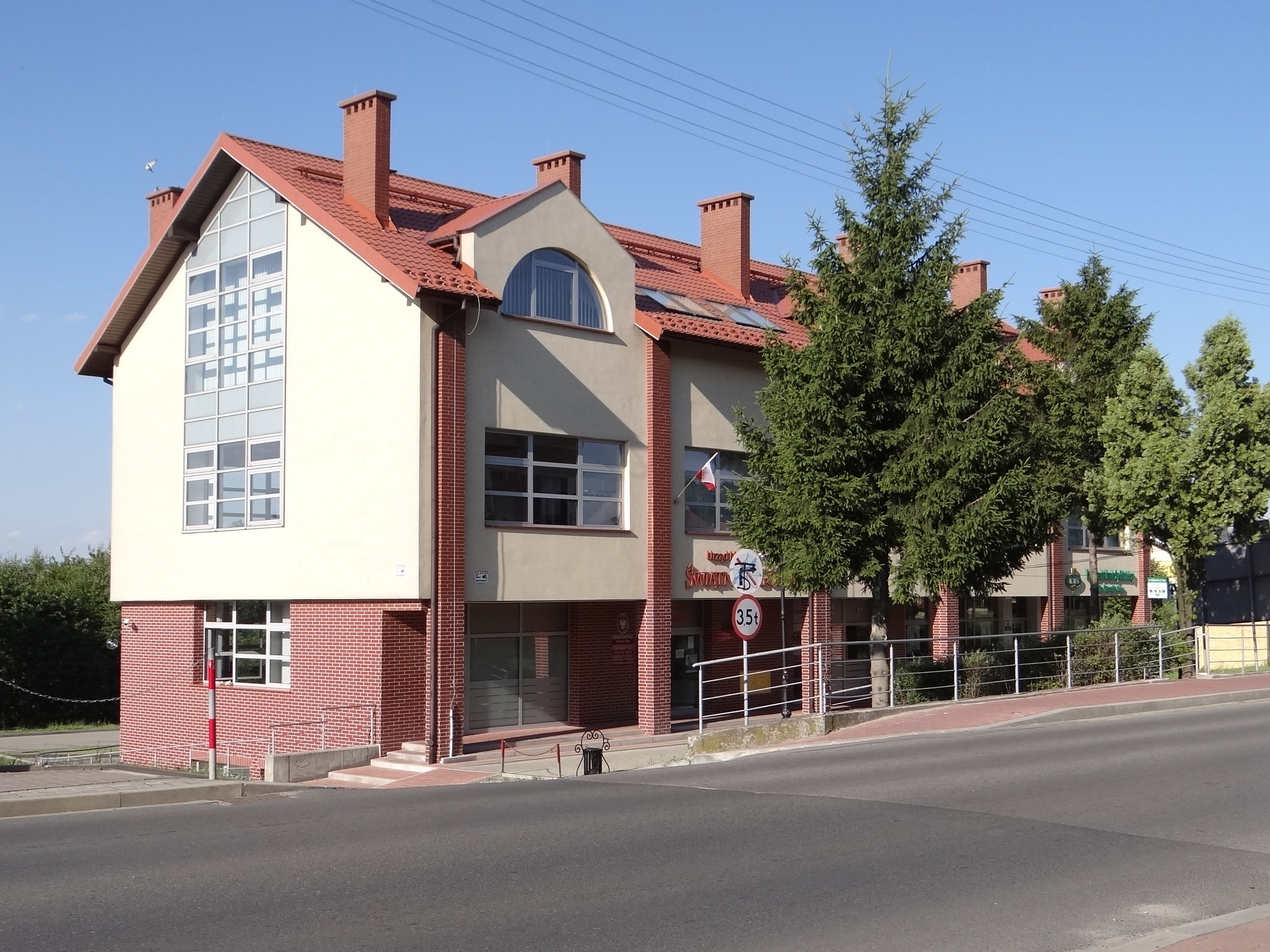
Будинок управління гміни

Свьо́нтники-Гу́рне (пол. Świątniki Górne) — місто в південній Польщі.
Належить до Краківського повіту Малопольського воєводства. Географічно воно розташоване на Велицькому Передгір’ї. Відомий осередок слюсарного ремесла (замки, художні слюсарні вироби).

## Історія
Свьонтники-Гурне було засновано, ймовірно, в XI столітті як службове поселення, що належало капітулу Краківського собору. Відібрані жителі були зобов’язані служити в соборі в Кракові на богослужіннях, стежити за порядком, дзвонити (у тому числі в дзвін Зигмунта в певний період). Першу збережену згадку про Свьонтники-Гурне можна знайти в "Liber beneficiorum" Яна Длугоша, де згадується, серед іншого, про поділ села на 12 дворів, про кордони.
У 1590–1600 рр. краківський єпископ кардинал Єжи Радзивілл залучив італійських зброярів для оснащення єпископських хоругв. Це дало поштовх ковальській та зброярській діяльності у Свьонтниках. Коли наприкінці XVIII століття не було ринку збуту гусарських обладунків і шабель, жителі села перенесли свій досвід на виробництво переважно замків і навісних замків.
З 1772 року Свьонтники-Гурне перебували під владою Австрії. Турбуючись про технічний і промисловий розвиток Галичини, на прохання сейму у Львові цісарська влада у 1888 році заснувала Слюсарну школу для навчання майбутніх слюсарів і запровадження нової технології виробництва замків (наприклад, ручні та парові преси).
Жителі Свьонтників-Гурне брали участь у боротьбі за волю 1846 р. (в Угорщині) та в Січневому повстанні. Вони також воювали в лавах польських легіонів і призивалися до австрійської армії під час Першої світової війни, а потім і під час польсько-радянської війни 1920-1921 рр. У міжвоєнний період у Свьонтниках-Гурне припадає пік розвитку слюсарної справи. Крім Слюсарної фірми, що діяла при Слюсарній школі, діяли також невеликі промислові фірми – «Haszpień» Станіслава Квінтовського, "Mazur» і фірма «Polonez». Після Другої світової війни нова влада, обклавши приватні підприємства величезними податками, призвела до припинення їхньої діяльності та створила на їхньому місці кооператив металістів «Przyszłość».
У 1975-1998 рр. містечко знаходилося в краківському воєводстві. Свьонтники-Гурне отримали права міста у 1997 р.
З 2001 р. діє Музей слюсарної справи Марціна Мікули. Костьол св. Станіслава внесено до воєводського реєстру пам’яток.

## Музей слюсарної справи
В атмосферному, приємному музеї невеликих розмірів ми дізнаємось більше про польських гусар, а також побачимо дивовижні колекції інструментів та слюсарних виробів.  Виставка в Музеї слюсарного мистецтва неодмінно зацікавить усіх чоловіків, а особливо любителів саморобки. Це чудова можливість здійснити подорож у часі та дізнатися багато цікавинок. Музей єдиний у своєму роді і є унікальною пам'яткою, якої немає в жодному іншому регіоні країни.
Історична будівля імператорсько-королівського слюсарного училища була побудована в 1888-1894 рр. Збудована з червоної цегли, в стилі галицької архітектури, двоповерхова. Будівлю спроектував Юзеф Сари. У підвалі школи розташована «Півниця під таємним замком», унікальне місце зустрічі жителів та прихильників ґміни, де організовуються історичні майстерні, мистецькі вистави та інші культурні заходи. На розі будинку встановлено кований орел-прапор 1912 р. поряд із шкільною брамою у вигляді переплетених гілок троянд і винограду. Ініціатором та їх автором був перший випускник, а згодом викладач Слюсарної школи Станіслав Квінтовський. На шкільному подвір’ї стоїть ковальський фрикційний прес ХІХ ст. як пам’ятка про неіснуючі шкільні майстерні. Це пам'ятка і символ багатовікових ковальських і слюсарних традицій. Нині будівля є частиною шкільного комплексу.

## Демографія
Демографічна структура станом на 31 березня 2011 року:
|          | Загалом | Допрацездатний вік | Працездатний вік | Постпрацездатний вік |
| -------- | ------- | ------------------ | ---------------- | -------------------- |
| Чоловіки | 1128    | 228                | 797              | 103                  |
| Жінки    | 1152    | 232                | 690              | 230                  |
| Разом    | 2280    | 460                | 1487             | 333                  |

## Міста-побратими
- Божансі
- Кременець
- Мучонь